# NGC 5087
NGC 5087 est une galaxie lenticulaire située dans la constellation de la Vierge. Sa vitesse par rapport au fond diffus cosmologique est de 2 166 ± 24 km/s, ce qui correspond à une distance de Hubble de 32,0 ± 2,3 Mpc (∼104 millions d'al). NGC 5087 a été découverte par l'astronome germano-britannique William Herschel en 1788.
NGC 5087 est possiblement une galaxie LINER, c'est-à-dire une galaxie dont le noyau présente un spectre d'émission caractérisé par de larges raies d'atomes faiblement ionisés. De plus, selon la base de données Simbad, NGC 5087 est une galaxie à noyau actif.
À ce jour, sept mesures non basées sur le décalage vers le rouge (redshift) donnent une distance de 26,486 ± 5,960 Mpc (∼86,4 millions d'al), ce qui est à l'intérieur des valeurs de la distance de Hubble. Notons cependant que c'est avec la valeur moyenne des mesures indépendantes, lorsqu'elles existent, que la base de données NASA/IPAC calcule le diamètre d'une galaxie et qu'en conséquence le diamètre de NGC 5087 pourrait être d'environ 64,6 kpc (∼211 000 al) si on utilisait la distance de Hubble pour le calculer.

## Groupe de NGC 5084
Selon A.M. Garcia, NGC 5087 fait partie du groupe de NGC 5084 qui compte au moins cinq membres. Les autres galaxies du NGC 5084, NGC 5134, ESO 576-50 et ESO 576-40.